# Brüninghausen (Dortmund)
Brüninghausen ist ein Stadtteil im Dortmunder Norden und gehört zum Stadtbezirk Mengede. Der Stadtteil ist nicht zu verwechseln mit Brünninghausen im Dortmunder Süden.
Der heutige Dortmunder Stadtteil Brüninghausen, zu dem auch der Ortsteil Nierhausen zählt, wurde erstmals im Jahre 1464 erwähnt. Selbst die 1848 errichtete und den Ort in zwei Hälften teilende Strecke der Cöln-Mindener Eisenbahn konnte am landwirtschaftlichen Charakter Brüninghausens nichts ändern.
Am 1. April 1928 wurde Brüninghausen nach Dortmund eingemeindet.
Erst mit dem Bau der Schachtanlage Gustav im Jahre 1934 hielt das Industriezeitalter auch hier Einzug. Nach Schließung der Zeche 1967 blieb das im Jahr 1944 auf dem gleichen Gelände errichtete Kraftwerk Gustav Knepper bis 2014 in Betrieb.
An der Stadtgrenze zu Castrop-Rauxel entstand durch Bergsenkungen nach 1960 ein Feuchtgebiet, das heute unter Naturschutz steht.

## Bevölkerungsentwicklung
| Jahr      | 2008 | 2013 |
| --------- | ---- | ---- |
| Einwohner | 276  | 283  |